# Carcelia protuberans
Carcelia protuberans là một loài ruồi trong họ Tachinidae.